# No Way Out (1950)
No Way Out is een Amerikaanse film noir uit 1950 onder regie van Joseph L. Mankiewicz. De film werd destijds uitgebracht onder de titel Geen uitweg.

## Verhaal
De blanke patiënt van een zwarte dr. Luther Brooks overlijdt. De arts treft geen enkele blaam. Niettemin laat de broer van de patiënt uit wraak rassenonlusten veroorzaken door enkele misdadige vrienden.

## Rolverdeling
| Acteur               | Personage         |
| -------------------- | ----------------- |
| Richard Widmark      | Ray Biddle        |
| Linda Darnell        | Edie Johnson      |
| Sidney Poitier       | Dr. Luther Brooks |
| Stephen McNally      | Dr. Dan Wharton   |
| Mildred Joanne Smith | Cora Brooks       |
| Harry Bellaver       | George Biddle     |
| Stanley Ridges       | Dr. Sam Moreland  |
| Dots Johnson         | Lefty Jones       |
| Ossie Davis          | John Brooks       |